# Memorial Marco Pantani 2018
Il Memorial Marco Pantani 2018, quindicesima edizione della corsa e valevole come evento dell'UCI Europe Tour 2018 e della Ciclismo Cup 2018 categoria 1.1, si svolse il 22 settembre 2018 su un percorso di 199,8 km, con partenza da Castrocaro Terme e Terra del Sole e arrivo a Cesenatico, in Italia. La vittoria fu appannaggio dell'italiano Davide Ballerini, il quale completò il percorso in 5h03'07", alla media di 39,55 km/h, precedendo il francese David Gaudu e il connazionale Francesco Gavazzi.
Sul traguardo di Cesenatico 55 ciclisti, su 152 partiti da Castrocaro Terme e Terra del Sole, portarono a termine la competizione.

## Squadre e corridori partecipanti
| N.      | Cod. | Squadra                     |
| ------- | ---- | --------------------------- |
| 1-7     | TBM  | Bahrain-Merida              |
| 11-17   | MOV  | Movistar Team               |
| 21-27   | DDD  | Team Dimension Data         |
| 31-37   | SKY  | Team Sky                    |
| 41-47   | GFC  | Groupama-FDJ                |
| 51-57   | ITA  | Italia                      |
| 61-67   | ANS  | Androni Giocattoli-Sidermec |
| 71-77   | BRD  | Bardiani CSF                |
| 81-87   | CJR  | Caja Rural-Seguros RGA      |
| 91-97   | CCC  | CCC Sprandi Polkowice       |
| 101-107 | FST  | Team Fortuneo-Samsic        |
| 111-117 | GAZ  | Gazprom-RusVelo             |

| N.      | Cod. | Squadra                         |
| ------- | ---- | ------------------------------- |
| 121-127 | ICA  | Israel Cycling Academy          |
| 131-137 | NIP  | Nippo-Vini Fantini-Europa Ovini |
| 141-147 | WVA  | WB Aqua Protect Veranclassic    |
| 151-157 | WIL  | Wilier Triestina-Selle Italia   |
| 161-167 | WGG  | Wanty-Groupe Gobert             |
| 171-177 | BIC  | Biesse Carrera Gavardo          |
| 181-185 | MST  | MsTina Focus                    |
| 191-196 | SMV  | Sangemini-MG.K Vis-Vega         |
| 201-206 | LOK  | Lokosphinx                      |
| 211-217 | AMO  | Amore & Vita-Prodir             |
| 221-227 | AZT  | d'Amico Utensilnord             |
| 231-237 | MKT  | Meridiana Kamen Team            |

## Ordine d'arrivo (Top 10)
| Pos. | Corridore          | Squadra      | Tempo    |
| ---- | ------------------ | ------------ | -------- |
| 1    | Davide Ballerini   | Androni      | 5h03'07" |
| 2    | David Gaudu        | Groupama     | s.t.     |
| 3    | Francesco Gavazzi  | Androni      | s.t.     |
| 4    | Xandro Meurisse    | Wanty        | s.t.     |
| 5    | Gianluca Brambilla | Italia       | s.t.     |
| 6    | Franco Pellizotti  | Bahrain-Mer. | s.t.     |
| 7    | Nairo Quintana     | Movistar     | s.t.     |
| 8    | Eddie Dunbar       | Sky          | s.t.     |
| 9    | Marco Tizza        | Nippo        | s.t.     |
| 10   | Warren Barguil     | Fortuneo     | s.t.     |